# Depresor

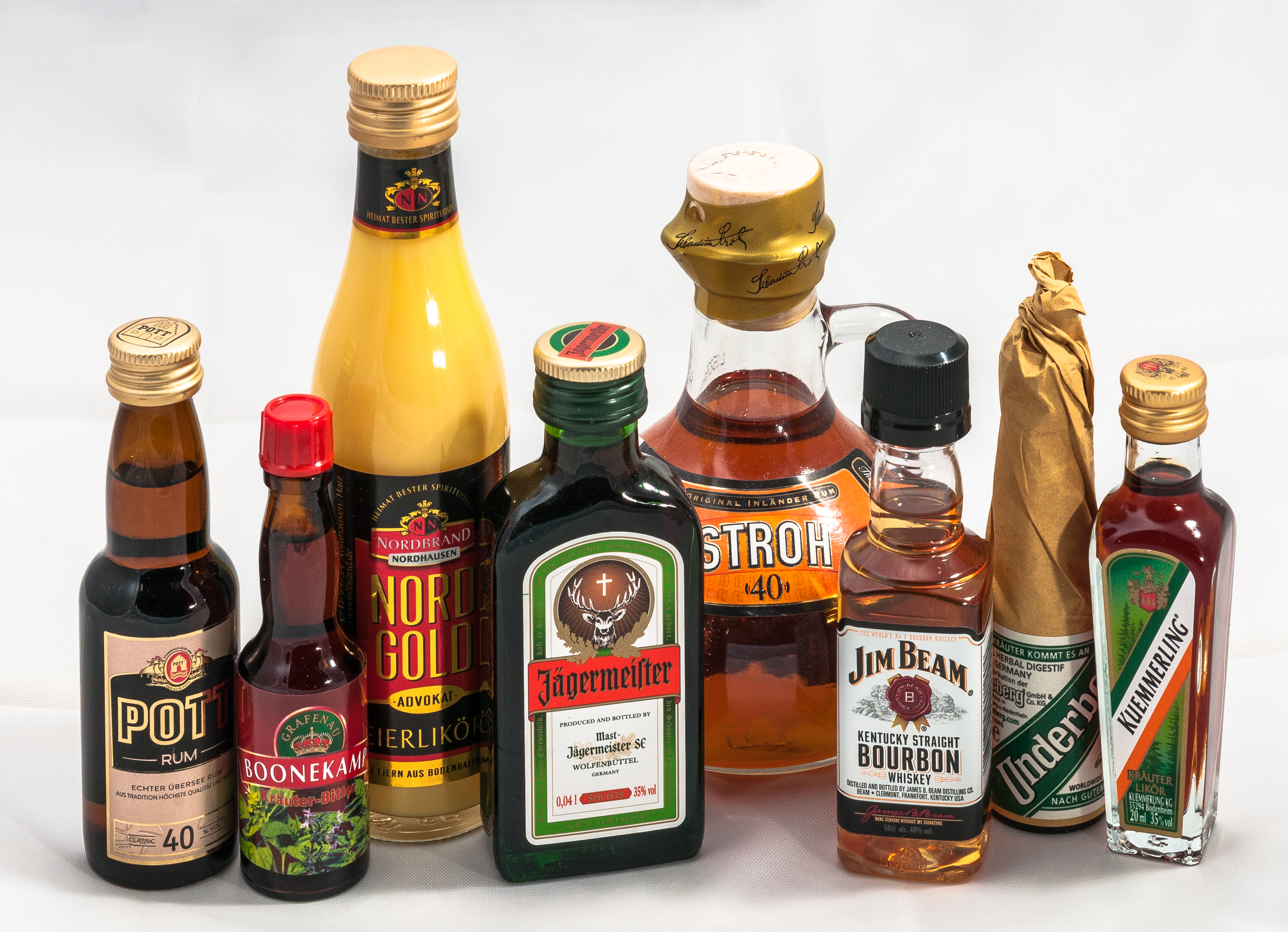
El alcohol actúa como estimulante en pequeñas dosis, mientras que en dosis mayores es un depresor del sistema nervioso central.

Los depresores son una sustancia química que ralentiza la actividad del sistema nervioso central. Los depresores son utilizados en medicina como ansiolíticos, analgésicos, sedantes o somníferos. También son utilizados con fines no terapéuticos como drogas lúdicas o de abuso. Los depresores más comunes son el alcohol, los opioides, los barbitúricos y las benzodiazepinas.
Sus efectos inducen:
- Sensación de calma y de bienestar
- Disminución de la ansiedad;
- Somnolencia;
- Euforia en pequeñas dosis;
- Sensación de aturdimiento;
- Relajación muscular;
- Disminución de la velocidad de los movimientos y de los reflejos, incluso pérdida de la coordinación motriz;
- Intensificación de las emociones
- Disminución de concentración y memoria
- Alteración cardiaca

En caso de sobredosis, estas sustancias pueden provocar la muerte por depresión respiratoria.